# Santa Cruz das Flores
Santa Cruz das Flores és un municipi a l'illa de Flores (Açores). Es subdivideix en quatre parròquies: Caveira, Cedros, Ponta Delgada i Santa Cruz das Flores
| Població del municipi de Santa Cruz das Flores (1849 – 2004) | Població del municipi de Santa Cruz das Flores (1849 – 2004) | Població del municipi de Santa Cruz das Flores (1849 – 2004) | Població del municipi de Santa Cruz das Flores (1849 – 2004) | Població del municipi de Santa Cruz das Flores (1849 – 2004) | Població del municipi de Santa Cruz das Flores (1849 – 2004) | Població del municipi de Santa Cruz das Flores (1849 – 2004) | Població del municipi de Santa Cruz das Flores (1849 – 2004) |
| ------------------------------------------------------------ | ------------------------------------------------------------ | ------------------------------------------------------------ | ------------------------------------------------------------ | ------------------------------------------------------------ | ------------------------------------------------------------ | ------------------------------------------------------------ | ------------------------------------------------------------ |
| 1849                                                         | 1900                                                         | 1930                                                         | 1960                                                         | 1981                                                         | 1991                                                         | 2001                                                         | 2004                                                         |
| 4.858                                                        | 3.629                                                        | 3.484                                                        | 3.207                                                        | 2.456                                                        | 2.628                                                        | 2.493                                                        | 2.500                                                        |